# 預設模式網路

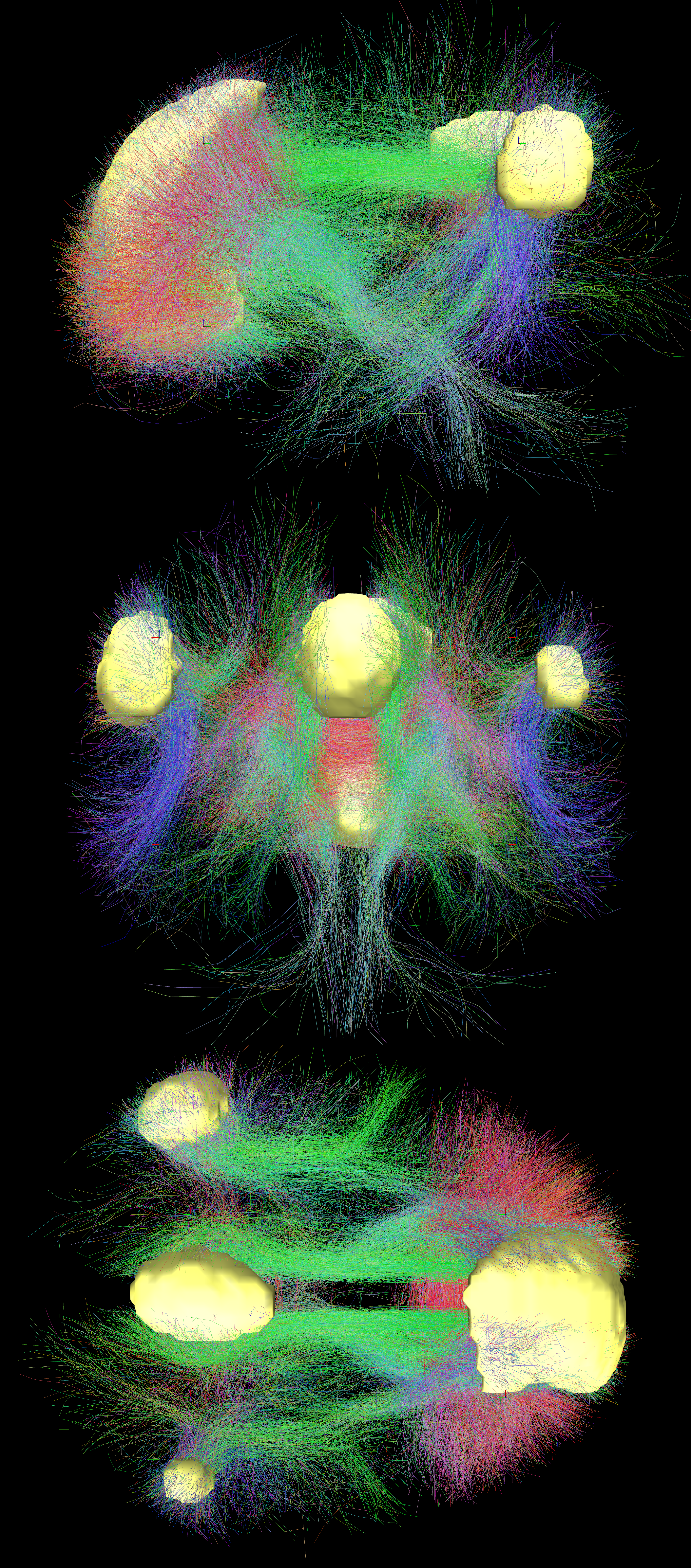
預設模式網路在大腦中的連接，黃色表示預設模式網路的主要區域。

在神經科學中，預設模式網路(Default Mode Network)是一個與大腦各區塊有高度交互作用的大範圍網路。
一般而言預設模式網路在人不將注意力放在外在的世界時開始動作，此時大腦會處在清醒的休息狀態，例如做白日夢或放空時。人在想著自己或他人，回憶往事或計畫著將來時，預設模式網路也是會處在活躍的狀態。也就是當人放空的時候，預設模式網路就會自然啟動。人在處理一些有目地的任務時，預設模式網路是關閉的，所以預設模式網路也被當成是反任務的網路，但當這些任務是與人際關係或自身生活經驗相關時，預設模式網路就會再次開始動作。預設模式網路與注意力網路是呈現負相關的，也就是注意力提高時，預設模式網路的活躍程度就會降低。
已經有證據顯示阿茲海默症與自閉症是因為預設模式網路的缺陷引發的。

## 作用
已知預設模式網路有數個不同的作用：
本網路是「自我認知」的神經系統基礎：
- 自我的資訊：與自我相關的人生記憶
- 自我的參考：對於自我的特徵與描述
- 自我的情緒：反映出自我的情緒狀態

當想到他人時：
- 心智的原理：當顧慮到他人時，想到他人知道或不知道的想法
- 他人的情緒：了解他人的情緒，與感同身受的作用
- 道德的判斷：決定對或錯
- 人際的評估：對於人際關係上的好或壞
- 人際的分類：對於人際群體特性的判斷

回憶過去與計畫未來：
- 回憶過去：回溯陳年往事
- 想像未來：對於未來的展望與計畫
- 情節記憶：對於過去事件的細節記憶
- 故事理解：記得並了解故事的描述

本網路在被動的休息狀態與放空時會啟動，人在放空時通常就會想到他人或自己、回憶過去與放眼未來。腦波圖的研究顯示，本迴路在人結束手上工作的當下就會立刻開始活躍。
研究發現當人在看電影、聽故事時，他們的預設模式網路會高度地與其它網路交互作用。當人不了解故事的內容時，預設模式網路就不會開始交互作用，也就是本網路與故事的理解與故事的記憶呈現高度的相關。在故事的講者換了人，或以不同的語言來講述時，也還是會與本迴路有關聯。進一步的研究顯示，本迴路與故事本身的理解力有關，而不是故事的講者，或故事所使用的語言。
本網路於人在執行有目的性的外部工作時是關閉的，例如：專注看著某樣東西，或使用記憶力來工作時，有部分研究人員將本網路認定是反任務的網路。但如果一個有目標性的外部工作是本網路所負責的話，例如：社交行為的記憶，或與自身生活經驗相關的工作，本網路就會呈現正相關，並且與其它網路交互作用，例如：負責決策行為的網路。

## 解剖分析

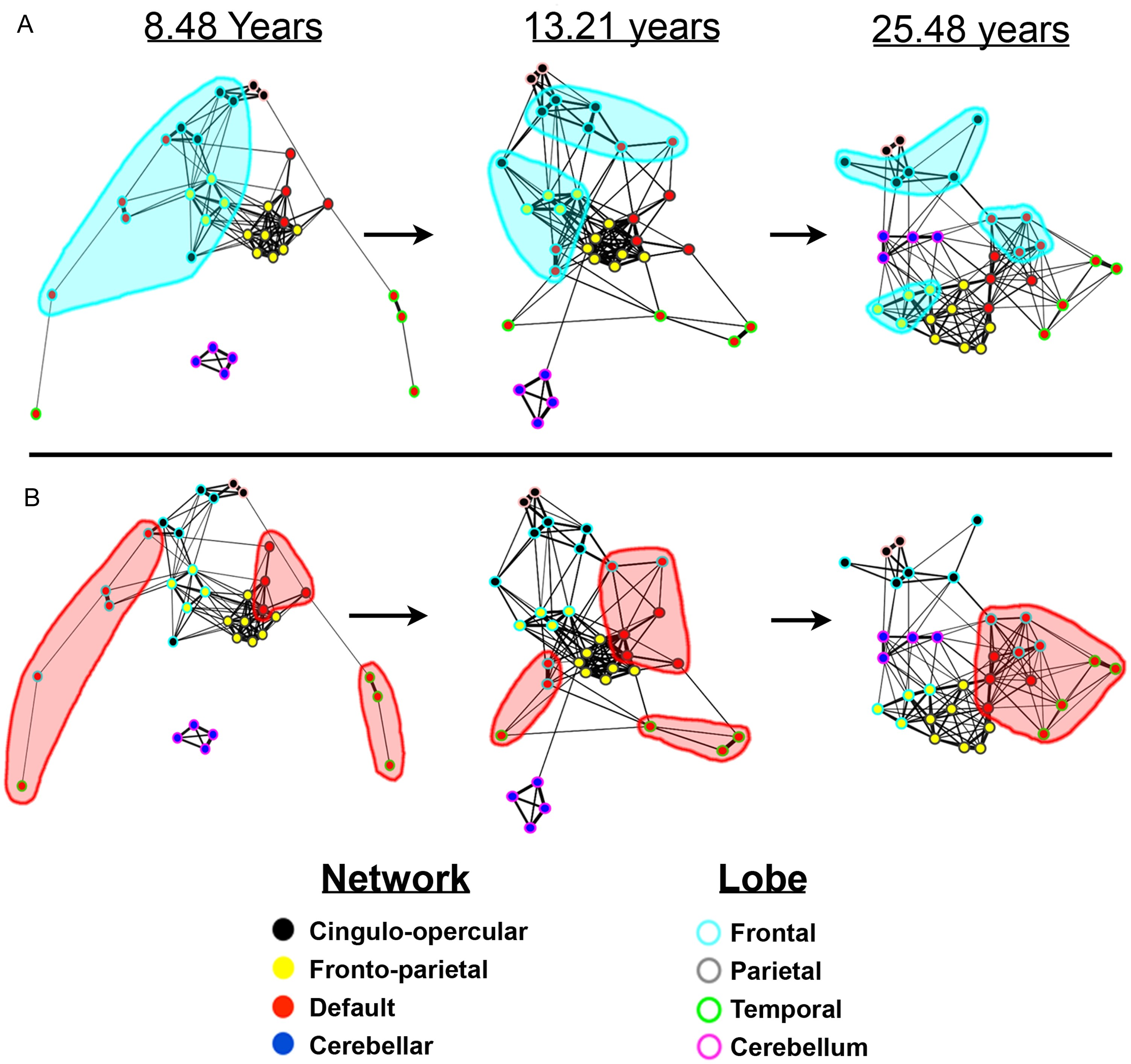
大腦各網路之間的動態關聯圖。

預設模式網路與大腦的各區域有相互的連結，本網路可以被劃分成數個區段：
功能性中心：跟「自我」相關的訊息
- 后扣带皮层(Posterior cingulate cortex/PCC)與楔前葉(precuneus)
- 內側前額葉皮質(Medial prefrontal cortex/mPFC)
- 角腦(Angular gyrus)

背側正中子系統：想到他人時的作用區域
- 功能性中心：後扣帶回皮質, 內側前額葉皮質和角腦
- 背側正中前額葉皮質(Dorsal medial prefrontal cortex/dmPFC)：在人際社交上與他人行為交流時
- 右顳頂交界區(Temporoparietal junction /TPJ)：對他人想法的投射 - 又稱為「心智理論」
- 外側顳葉(Lateral temporal cortex)：接收社交語意與概念性的知識
- 前顳葉頂端(Anterior temporal pole)：擷取社交活動上概念性的資訊

內側顳葉子系統：自我的記憶與對未來的想像
- 功能性中心：後扣帶回皮質, 內側前額葉皮質和角腦
- 海馬迴(Hippocampus/HF+)：新記憶的形成與對往事的記憶，和對未來的想像
- 旁海馬回(Parahippocampus/PHC)：空間與場景的認識與模擬
- 後壓部皮質(Retrosplenial cortex /RSC)：空間的探索
- 後端下頂葉(Posterior inferior parietal lobe/pIPL)：聽覺、視覺與體感的訊息

在大腦在休息狀態下，將種子點置放於後扣帶回皮質(PCC)，可以透過檢驗大腦其他區域與特定區域的交互作用，此特定區域就被定義為預設模式網路。本網路也可以被定義成，執行外部工作時所關閉的區域(與休息狀態下對比)。